# Hiện tượng quan sát thấy UFO ở Belarus
Đây là danh sách những trường hợp được cho là đã nhìn thấy vật thể bay không xác định hoặc UFO ở Belarus.

## 1985
- Năm 1985, một chiếc máy bay của Aeroflot báo cáo đã nhìn thấy luồng ánh sáng rực rỡ khi đang bay qua Minsk trên đường từ Tbilisi đến Tallinn.[1]